# Asilus tatius
Asilus tatius är en tvåvingeart som beskrevs av Walker 1851. Asilus tatius ingår i släktet Asilus och familjen rovflugor. Inga underarter finns listade i Catalogue of Life.